# Txistiakovaïta
La txistiakovaïta, també coneguda com chistyakovaïta, és un mineral de la classe dels fosfats. Rep el nom en honor de Natalia Ilyinichna Txistiakova (Наталия Ильиничнф Чистякова) (n. 1945), especialista en el camp de l'anàlisi espectral de raigs X i assistent sènior a l'Institut de Recerca de Recursos Minerals de Rússia (VIMS).

## Característiques
La txistiakovaïta és un fosfat de fórmula química Al(UO₂)₂(AsO₄)₂(F,OH)·6.5H₂O. Va ser aprovada com a espècie vàlida per l'Associació Mineralògica Internacional l'any 2005. Cristal·litza en el sistema monoclínic. La seva duresa a l'escala de Mohs és 2,5.
Segons la classificació de Nickel-Strunz, la txistiakovaïta pertany a «08.EB: Uranil fosfats i arsenats, amb ràtio UO₂:RO₄ = 1:1» juntament amb els següents minerals: autunita, heinrichita, kahlerita, novačekita-I, saleeïta, torbernita, uranocircita, uranospinita, xiangjiangita, zeunerita, metarauchita, rauchita, bassetita, lehnerita, metaautunita, metasaleeïta, metauranocircita, metauranospinita, metaheinrichita, metakahlerita, metakirchheimerita, metanovačekita, metatorbernita, metazeunerita, przhevalskita, metalodevita, abernathyita, chernikovita, metaankoleïta, natrouranospinita, trögerita, uramfita, uramarsita, threadgoldita, arsenuranospatita, uranospatita, vochtenita, coconinoïta, ranunculita, triangulita, furongita i sabugalita.

## Formació i jaciments
Va ser descoberta al dipòsit d'urani de Bota-Burum, a Alakol, dins la regió d'Almati (Kazakhstan). També ha estat descrita al dipòsit de fluorita de Vrchoslav, a Krupka (Regió d'Ústí nad Labem, Txèquia). Aquests dos indrets són els únics de tot el planeta on ha estat descrita aquesta espècie mineral.